# Renata Troc
Renata Troc (1 de diciembre de 1966) es una deportista canadiense que compitió en remo. Ganó tres medallas en el Campeonato Mundial de Remo entre los años 1992 y 1999.

## Palmarés internacional
| Campeonato Mundial | Campeonato Mundial      | Campeonato Mundial | Campeonato Mundial        |
| Año                | Lugar                   | Medalla            | Prueba                    |
| ------------------ | ----------------------- | ------------------ | ------------------------- |
| 1992               | Montreal (Canadá)       | Medalla de bronce  | Cuatro sin timonel ligero |
| 1997               | Aiguebelette (Francia)  | Medalla de plata   | Cuatro scull ligero       |
| 1999               | St. Catharines (Canadá) | Medalla de bronce  | Cuatro scull ligero       |